# Arkaim

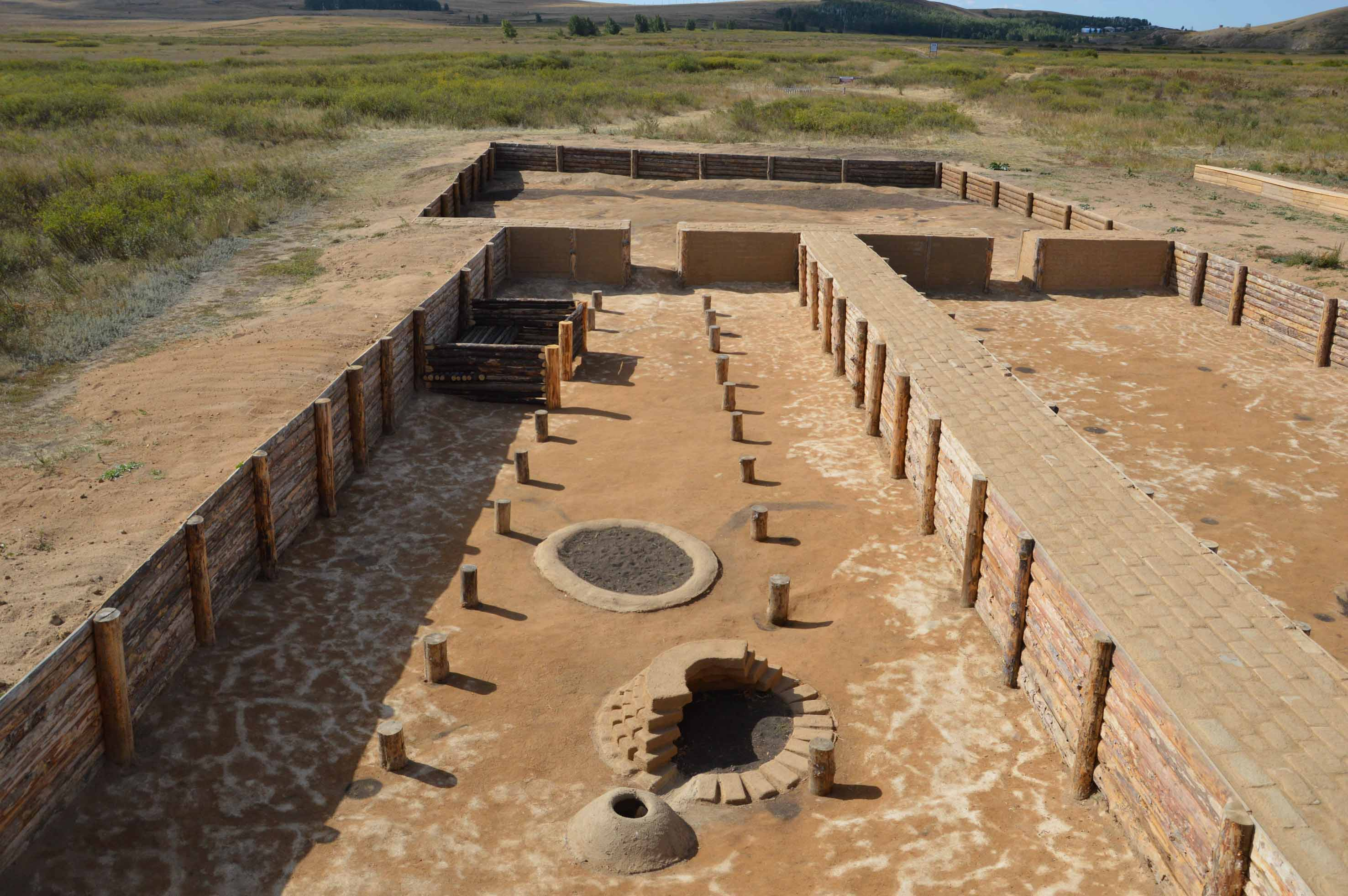
Restaurierter Fundplatz der Ausgrabungen in Arkaim

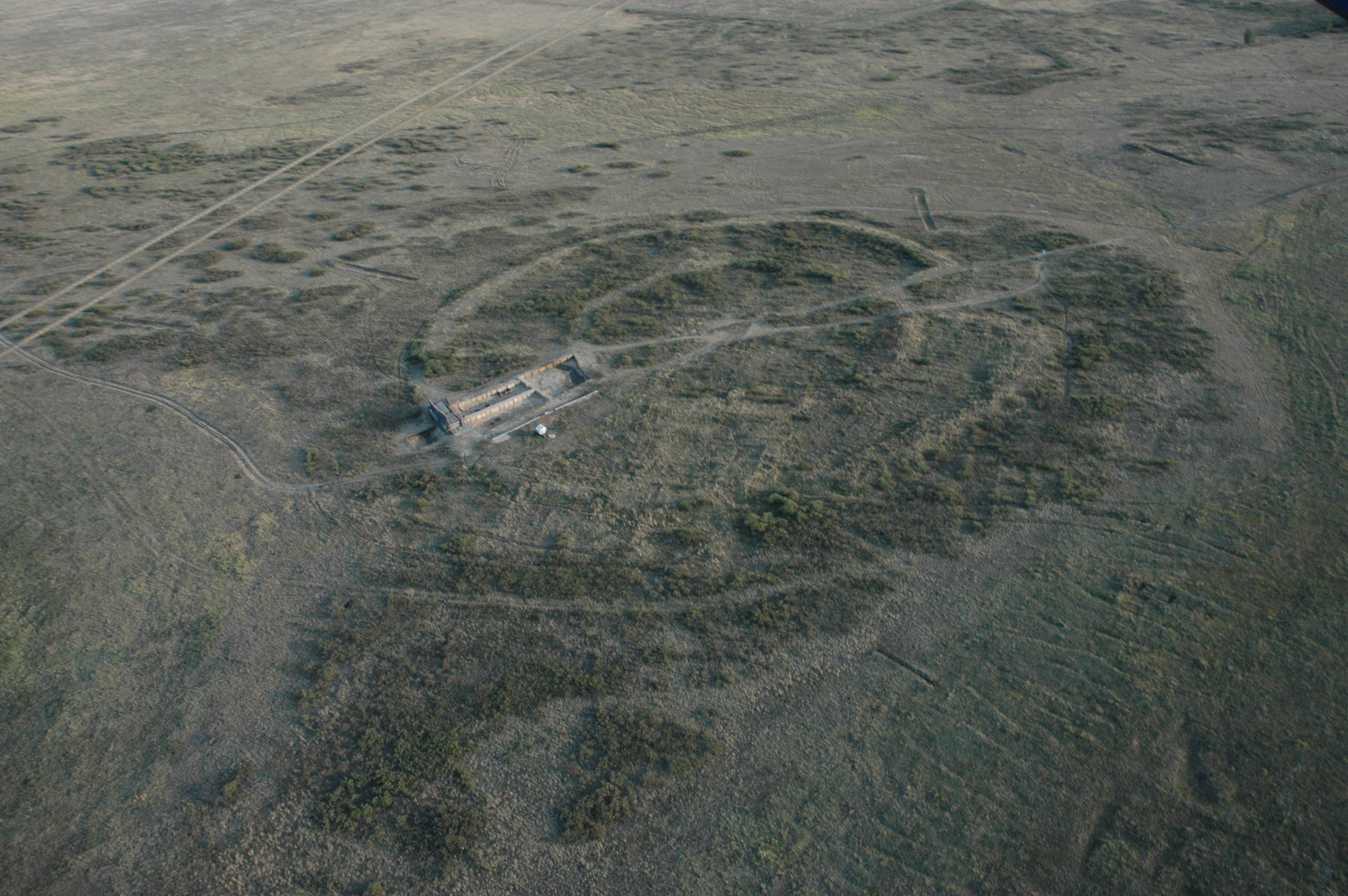
Luftbild

Arkaim (russisch Аркаим) ist eine archäologische Stätte in der Uralsteppe, 8,2 km nordnordwestlich von Amurski und 2,3 km ostsüdöstlich von Aleksandrowski, zwei Dörfern in der Oblast Tscheljabinsk, an Russlands Grenze zu Kasachstan.
Die Siedlung der Andronowo-Kultur wird im Allgemeinen auf das 17. Jahrhundert v. Chr. datiert. Andere Überlegungen gehen davon aus, dass Arkaim um 2.000 v. Chr. entstand.

## Entdeckung und Ausgrabung
Eine Gruppe von Wissenschaftlern aus Tscheljabinsk, die die Gegend auf eine Flutung für einen Stausee vorbereiten sollte, entdeckte den Fundort 1987. Die Ausgrabungen wurden geleitet von G. B. Zdanovich. Zunächst ignorierten die sowjetischen Behörden die Funde und hielten am Plan fest, die Gegend – wie zuvor schon Sarkel – zu fluten, mussten diese Pläne jedoch aufgeben. Arkaim wurde 1991 unter Denkmalschutz gestellt.

## Siedlung
Obwohl die einst zum Land der Städte gehörige Siedlung niedergebrannt und verlassen wurde, blieben viele Details erhalten. Arkaim ist viel besser erhalten als das ähnlich angelegte, benachbarte Sintaschta, wo die ältesten Streitwagen ausgegraben wurden. Die Stätte wurde von zwei kreisförmigen Wällen geschützt. Es gab einen zentralen Platz, umgeben von zwei spiralförmigen Ringen, durch eine Straße getrennt. Auf den Ringen wurden bisher 30 Häuser entdeckt, die alle gleich groß waren.
Die Siedlung bedeckte etwa 20.000 m². Der Durchmesser der umschließenden Mauern betrug 160 m. Sie bestanden aus Erde, die in Holzrahmen gepackt und von luftgetrockneten Lehmziegeln verstärkt wurde. Sie waren 4–5 m dick und 5,5 m hoch. Ein 2 m tiefer Graben umgab die Siedlung.
Es gab vier Zugänge durch die äußere und innere Mauer, wobei der Haupteingang im Westen lag. Die Gebäude hatten Flächen zwischen 110 und 180 m². Der äußere Ring hatte 39 oder 40 Häuser, deren Eingänge zu der ringförmigen Straße im Zentrum der Siedlung lagen; der innere Ring bestand aus 27 Häusern mit Türen auf den 25 m mal 27 m großen Platz im Mittelpunkt. Die Hauptstraße wurde durch einen abgedeckten Kanal entwässert. Sdanowitsch schätzt, dass in der Siedlung 1500 bis 2500 Menschen gelebt haben könnten.

## Funde
In einem Grab in Arkaim wurde ein Skelett mit einem seltsam verlängerten Schädel gefunden. Wissenschaftlerin Maria Makurova (russisch Мария Макурова) sagte der TASS, dass die etwa 200 bis 300 n. Chr. in dem Grab bestattete Frau eine Sarmatin war.